# Asphodelus albus
Asphodelus albus là một loài thực vật có hoa trong họ Thích diệp thụ. Loài này được Mill. miêu tả khoa học đầu tiên năm 1768.